# Tour de France de 1970
O Tour de France 1970 foi a 57º Volta a França, teve início no dia 27 de Junho e concluiu-se em 19 de Julho de 1970. A corrida foi composta por 23 etapas, no total mais de 4366 km, foram percorridos com uma média de 35,589 km/h.

## Resultados

### Classificação Geral
| Pos | Nome                 | País          | Tempo        |
| --- | -------------------- | ------------- | ------------ |
| 1   | Eddy Merckx          | Bélgica       | 119h 31' 49" |
| 2   | Joop Zoetemelk       | Países Baixos | 12' 41"      |
| 3   | Gösta Pettersson     | Suécia        | 15' 54"      |
| 4   | Martin Vandenbossche | Bélgica       | 18' 53"      |
| 5   | Marinus Wagtmans     | Países Baixos | 19' 54"      |
| 6   | Lucien Van Impe      | Bélgica       | 20' 34"      |
| 7   | Raymond Poulidor     | França        | 20' 35"      |
| 8   | Antoon Houbrechts    | Bélgica       | 21' 34"      |
| 9   | Francisco Galdos     | Espanha       | 21' 45"      |
| 10  | Georges Pintens      | Bélgica       | 23' 23"      |